# 符致京
符致京（英語：Johnson Fu Chi King），為香港銀行家，祖籍海南文昌。他於1965年起入讀聖伯多祿中學，是該校第一屆校友。1975年獲新奧爾良羅耀拉大學工商管理學士學位，1976年則獲柏克萊加州大學工商管理碩士學位。其後則在多間銀行擔任要職，當中包括1989年至1991年擔任渣打銀行臺灣區行政總裁，1997年至1998年擔任荷蘭合作銀行副總經理及企業銀行主管，1998年至2005年4月出任德國商業銀行亞太區企業業務兼融資總裁，2005年5月至2009年5月擔任恒生銀行 (中國)行政總裁兼任執行董事。之后，符先生曾担任中央国企中国化工集团公司全资附属公司中国化工财务有限公司董事兼行政总裁。符致京先生自2011年1月起担任荷兰合作银行有限公司中国区总裁。他目前是云南大学黄心衡中美管理教育学院客座教授。